# Nastasja Schunk
Nastasja Mariana Schunk (Mainz, 17 augustus 2003) is een tennisspeelster uit Duitsland. Schunk begon met tennis toen zij vijf jaar oud was. Haar favoriete ondergrond is gravel. Zij speelt linkshandig en heeft een tweehandige backhand. Zij is actief in het internationale tennis sinds 2020.

## Loopbaan

### Junioren
Schunk bereikte de meisjesfinale op het juniorentoernooi van Wimbledon 2021 – zij verloor de eindstrijd van de Spaanse Ane Mintegi del Olmo.

### Enkelspel
Schunk debuteerde in 2019 op het ITF-toernooi van Stuttgart-Stammheim (Duitsland). Zij stond in 2021 voor het eerst in een finale, op het ITF-toernooi van Bydgoszcz (Polen) – hier veroverde zij haar eerste titel, door de Russin Darja Astachova te verslaan. Tot op heden(augustus 2022) won zij twee ITF-titels, de andere in 2021 in Braunschweig (Duitsland).
In 2021 kwalificeerde Schunk zich voor het eerst voor een WTA-hoofdtoernooi, op het toernooi van Stuttgart. In 2022 had zij haar grandslamdebuut op Roland Garros, waar zij als lucky loser aan het hoofdtoernooi deelnam. In juli 2022 kwam zij binnen op de top 150 van de wereldranglijst.

### Dubbelspel
Schunk was weinig actief in het dubbelspel. Zij debuteerde in 2019 op het ITF-toernooi van Stuttgart-Stammheim (Duitsland), samen met Française Evita Ramirez.
In 2021 speelde Schunk voor het eerst op een WTA-hoofdtoernooi, op het toernooi van Karlsruhe, samen met landgenote Alexandra Večić.

### Tennis in teamverband
In 2021 maakte Schunk deel uit van het Duitse Fed Cup-team. Daarmee speelde zij op het eindtoernooi van de Wereldgroep.

## Posities op deWTA-ranglijst
Positie per einde seizoen:
| jaar | rang enkelspel | rang dubbelspel |
| ---- | -------------- | --------------- |
| 2020 | 943            | –               |
| 2021 | 294            | 1322            |

## Palmares
| Legenda                 |
| ----------------------- |
| Grandslamtoernooi       |
| Olympische Spelen       |
| Year-End Championships  |
| Premier Mandatory       |
| Premier Five / WTA 1000 |
| Premier / WTA 500       |
| International / WTA 250 |
| Challenger / WTA 125    |

### Gewonnen ITF-toernooien enkelspel
| nr. | finale     | toernooi     | dotatie | ondergrond | tegenstandster in finale | score         |
| --- | ---------- | ------------ | ------- | ---------- | ------------------------ | ------------- |
| 1.  | 2021-08-08 | Bydgoszcz    | $25.000 | gravel     | Darja Astachova          | 4-6, 6-2, 6-0 |
| 2.  | 2021-08-29 | Braunschweig | $25.000 | gravel     | Anna Klasen              | 6-3, 6-1      |

## Resultaten grandslamtoernooien
| Legenda | Legenda                          |
| ------- | -------------------------------- |
| g.t.    | geen toernooi gehouden           |
| l.c.    | lagere categorie                 |
| –       | niet deelgenomen                 |
| G       | uitgeschakeld in de groepsfase   |
| 1R      | uitgeschakeld in de eerste ronde |
| 2R      | uitgeschakeld in de tweede ronde |
| 3R      | uitgeschakeld in de derde ronde  |
| 4R      | uitgeschakeld in de vierde ronde |
| KF      | uitgeschakeld in de kwartfinale  |
| HF      | uitgeschakeld in de halve finale |
| F       | de finale verloren               |
| W       | het toernooi gewonnen            |
| w-v     | winst/verlies-balans             |

### Enkelspel
| toernooi        | 2022 |
| --------------- | ---- |
| Australian Open | –    |
| Roland Garros   | 1R   |
| Wimbledon       | 1R   |
| US Open         |      |